# Пнево (Ґрифицький повіт)
Пнево (пол. Pniewo, нім. Pinnow) — село в Польщі, у гміні Плоти Ґрифицького повіту Західнопоморського воєводства.
Населення — 257 осіб (2011).
У 1975-1998 роках село належало до Щецинського воєводства.

## Демографія
Демографічна структура станом на 31 березня 2011 року:
|          | Загалом | Допрацездатний вік | Працездатний вік | Постпрацездатний вік |
| -------- | ------- | ------------------ | ---------------- | -------------------- |
| Чоловіки | 122     | 21                 | 95               | 6                    |
| Жінки    | 135     | 37                 | 77               | 21                   |
| Разом    | 257     | 58                 | 172              | 27                   |